# Bärbel von Ottenheim

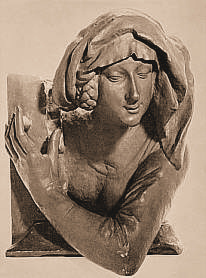
Bärbel von Ottenheim.

Bärbel von Ottenheim, född 1430, död 1484, var mätress till Jakob von Lichtenberg, den sista härskaren av Herresätet Lichtenberg (Herrschaft Lichtenberg) och fogde i Strassburg. Hon är modell för en berömd medeltida porträttbyst. 
Då Jakob von Lichtenberg avled 1480, ärvde hon som hans huvudarvinge slottet Buchsweiler. De övriga arvingarna, pfalzgreven Simon IV av Zweibrücken-Bitsch och Filip II av Hanau-Lichtenberg, anklagade henne då för trolldom. Det finns spekulationer om att hon användes som en syndabock av myndigheterna för att avleda det då stora social missnöjet bland allmänheten. Hon avled i fängelse före domen, möjligen av mord eller självmord.  